# زگرافو
شهر زگرافو در استان آتیک در کشور یونان واقع شده است که دارای جمعیت ۷۳٬۴۷۲  نفر می‌باشد.